# Молекулярне розпізнавання
Молекулярне розпізнавання (англ. molecular recognition, рос. молекулярное распознавание) — нечітко окреслений термін, під яким розуміють групу явищ, які контролюються специфічними нековалентними взаємодіями, що є зокрема важливими в біохімічних системах. Термін стосується процесів, в яких молекули взаємодіють, притягуючись одна до одної в дуже специфічний спосіб та утворюючи більші структури. Взаємодія між двома молекулами, зокрема лігандом та рецептором, в основному залежить від того, як біологічно активна молекула спроможна стерично підлаштуватися до активного центра рецептора та електро-
статичної комплементарності між такою молекулою та рецептором. Ліганд та рецептор перебувають у стані молекулярного розпізнавання, коли вони знаходяться на відстані приблизно двох вандерваальсівських радіусів. Основний вклад у стані розпізнавання вносять електростатичні взаємодії, водневі зв’язки, вандерваальсівські сили та гідрофобні взаємодії.